# 格拉德溫鎮區 (密西根州)
格拉德溫鎮區（英語：Gladwin Township）是位於美國密歇根州格拉德溫縣的一個行政鎮區。

## 地方資料
格拉德溫鎮區的面積為91.40平方千米，當中陸地面積為91.20平方千米，而水域面積為0.20平方千米。根據2020年美國人口普查的數據，當地共有人口1118人，而人口密度為每平方千米12.23人。